# 乃木町
乃木町為臺灣日治時期臺北市之行政區，以第三任臺灣總督乃木希典為名，乃木町在臺北城內西南隅，文武町之西，共分一～三丁目，鄰近小南門。戰後劃入城中區，今臺北市中正區延平南路、中華路、長沙街一段、貴陽街一段之一部均在町內。

## 町內設施
- 乃木館（一丁目，國定史蹟）
- 偕行社（一丁目，戰後充作婦聯總會，現為臺北地方法院管理使用）
- 憲兵隊本部（一丁目，現台北憲兵隊）